# Aeródromo de Los Martínez del Puerto
El Aeródromo de Los Martínez del Puerto, (OACI: LEMP) es un aeródromo privado español situado en Los Martínez del Puerto, en el municipio de Murcia (Región de Murcia).
El aeródromo tiene una pista de aterrizaje de tierra, de 1250x60m.